# VÖEST

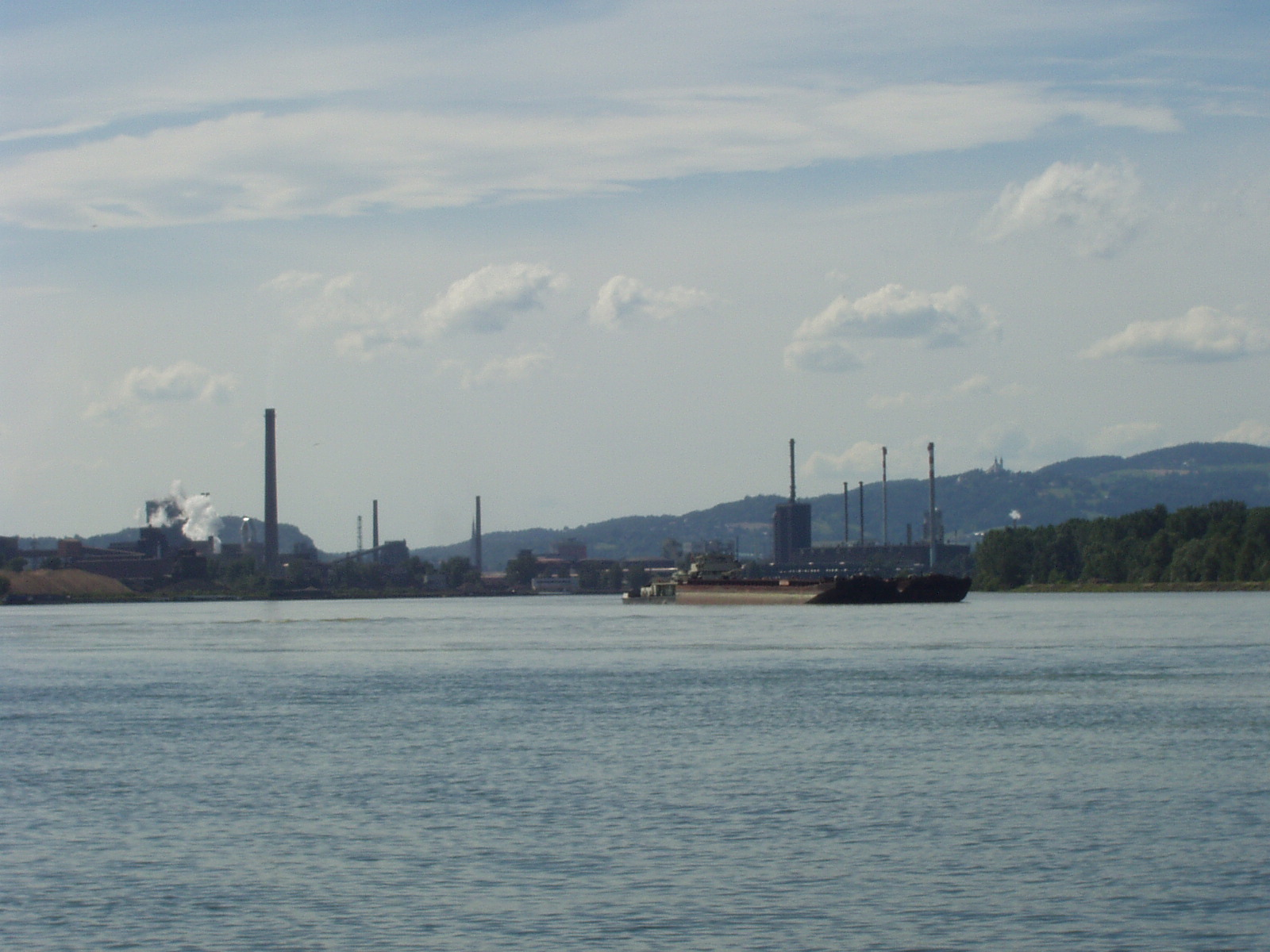
Anlagen der vormaligen VÖEST in Linz, gesehen von der Donau (2007)

Die VÖEST (lang: Vereinigte Österreichische Eisen- und Stahlwerke) war ein verstaatlichter österreichischer Stahlkonzern mit Sitz in Linz, Oberösterreich. Das Unternehmen bestand von seiner Gründung im Jahr 1938 bis zur Zerschlagung und Privatisierung in den 1990er-Jahren. Aus dem Konzern hervorgegangene Nachfolgeunternehmen sind insbesondere die Voestalpine und Siemens VAI.

## Geschichte

### Gründung

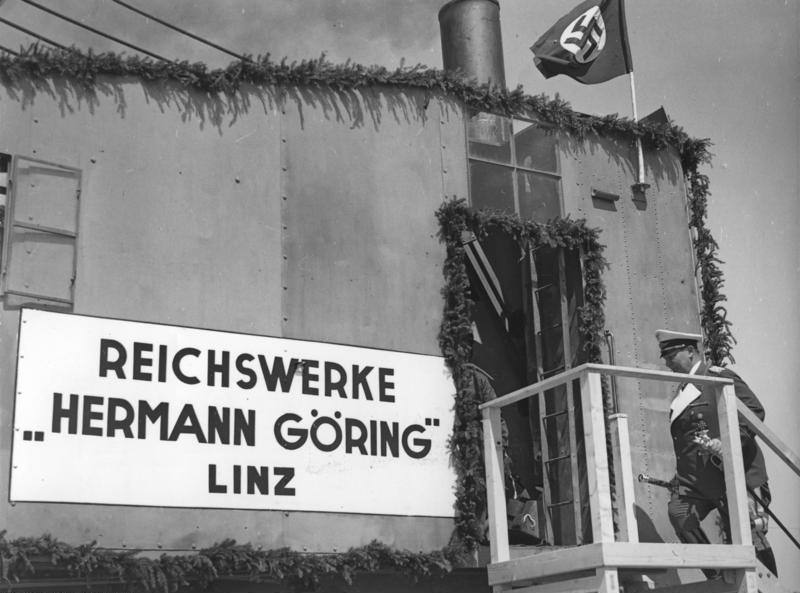
Hermann Göring betritt einen Bagger anlässlich des Spatenstiches zum Bau der Werke.

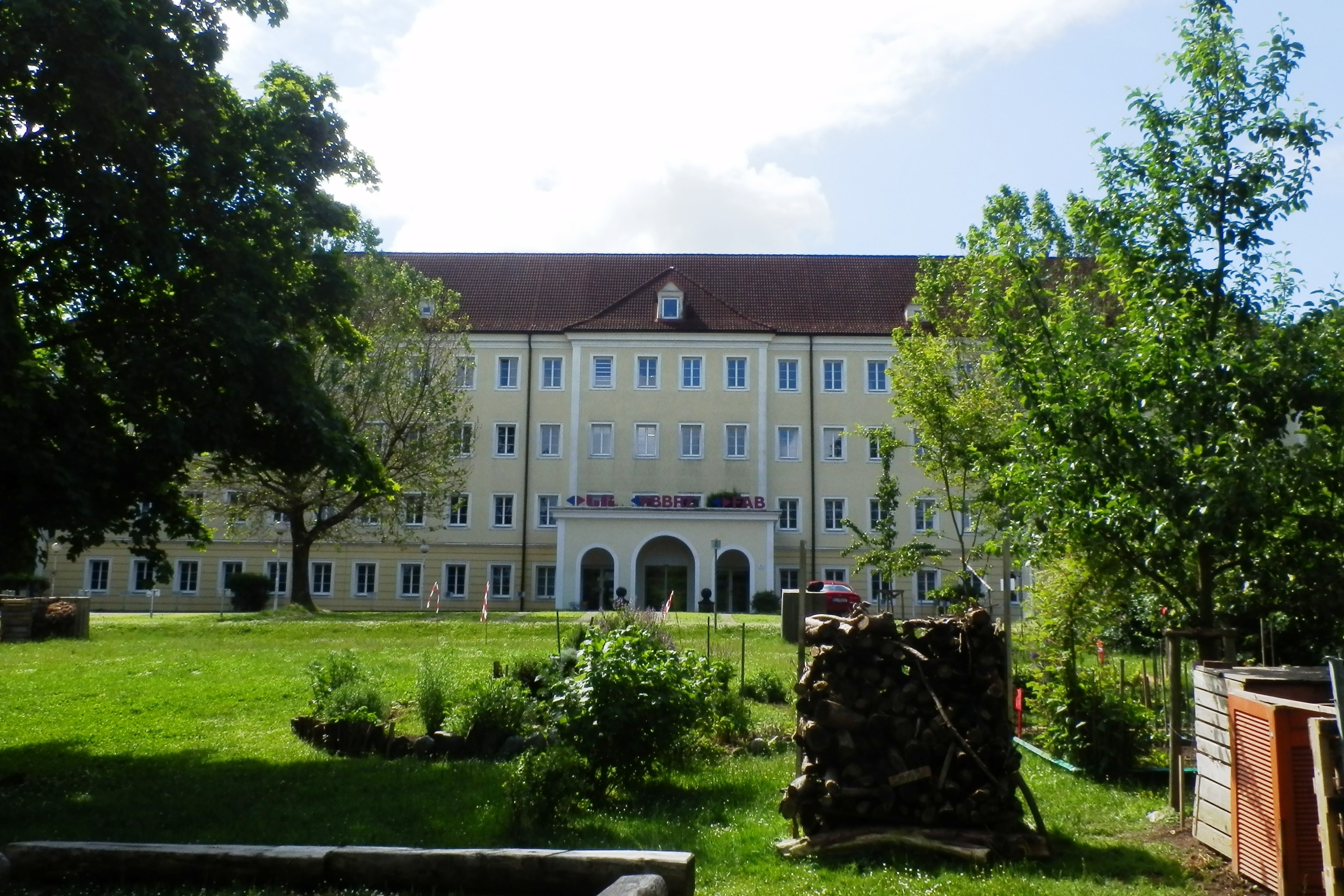
Ehem. Direktionsgebäude in der Muldenstraße

#### Standortwahl
Für die Gründung eines Stahlwerkes in Linz sprachen mehrere Gründe. Zum einen waren die notwendigen Rohstoffe in der Nähe verfügbar: Eisenerz am steirischen Erzberg, Kohle an den Kohlegruben in Schlesien und Böhmen und Kalk in den oberösterreichischen Kalkalpen. Auch bot sich die Umgebung von Linz durch die verkehrsgünstige Lage an der Donau und der Westbahn an.
In Erwägung als Standort wurde ursprünglich unter anderem das Gebiet um Pichling und Asten gezogen. Man kam jedoch zum Entschluss, dass dort zu viel landwirtschaftliche Nutzfläche verloren ginge.
Als Standort wurde schließlich die nahe der Donau gelegene Dorfsiedlung St. Peter/Zizlau ausgewählt, die seit 1915 Stadtteil von Linz war. Der breite Streifen im Osten von Linz war aufgrund der Hochwassergefahr nahezu unbebaut. Man entschied sich daher, die Siedlung abzutragen und die Einwohner in andere Stadtteile umzusiedeln.
Das Areal besaß ein Ausmaß von 4 × 1,5 km, heute gehören rund 5 km² zum Industriegebiet. Das Gebiet wurde großflächig mit Schotter aufgeschüttet, um künftigen Hochwassern vorzubeugen. Bei der Schottergewinnung in der Umgebung von Linz entstanden der Weikerlsee sowie Teile des Pichlinger Sees. Nördlich angrenzend auf demselben Areal wurde von der nationalsozialistischen Herrschaft auch die Stickstoffwerke Ostmark AG gegründet – die spätere Chemie Linz (heute Agrolinz Melamine International, Borealis und weitere).

#### Spatenstich
Am 13. Mai 1938 – zwei Monate nach dem Anschluss Österreichs an das Deutsche Reich – erfolgte der Spatenstich zur Errichtung der Reichswerke Aktiengesellschaft für Erzbergbau und Eisenhütten ‚Hermann Göring’ Linz als Tochtergesellschaft der Hermann-Göring-Werke.

#### Produktionsbeginn 1941
Der erste Hochofen konnte am 15. Oktober 1941 angeblasen werden. Daraufhin begannen die Eisenwerke Oberdonau, die Division für Roheisenerzeugung, mit der Produktion von Panzerteilen. Diese wurden im nahe gelegenen Nibelungenwerk St. Valentin montiert.
Bis 1944 konnten drei weitere Hochöfen fertiggestellt werden. Bis zur Zerstörung der Werksgebäude durch US-amerikanische Bombenangriffe im Juli 1944 wurden rund 1,5 Millionen Tonnen Roheisen für die Erzeugung von Panzerblechen produziert. Bis zuletzt arbeiteten rund 20.000 Menschen im Werk, das neben den anderen neuen Industrieunternehmen zum wirtschaftlichen Motor der Stadt geworden war. Unter den Arbeitern befanden sich allerdings auch 8.500 Zwangsarbeiter und 6.390 Häftlinge aus dem KZ Mauthausen, die in zwei Lagern am Betriebsgelände untergebracht waren und hauptsächlich in der Division Hochofenschlacke Linz Ges.m.b.H tätig waren. Die Bevölkerungszahl der Stadt stieg von 112.000 im Jahre 1938 auf 194.000 im Jahr 1945 an. Allerdings befanden sich auch rund 40.000 Kriegsgefangene, Zwangsarbeiter, Umsiedler, Flüchtlinge (teils aus Siedlungen nördlich der Donau, da man die nahende Besatzungszeit durch die Russen fürchtete) und Bombengeschädigte in der Stadt.
Ende der 1990er-Jahre beauftragte die voestalpine AG eine Historikerkommission mit der geschichtswissenschaftlichen Aufarbeitung der Zwangsarbeit am Standort Linz. Deren zweijährige Forschungsarbeit mündete 2001 einerseits in das von Oliver Rathkolb herausgegebene zweibändige Werk NS-Zwangsarbeit: Der Standort Linz der Hermann Göring AG Berlin, 1938–1945 und andererseits in die wissenschaftliche Tagung Industrie und Zwangsarbeit im Nationalsozialismus in Kooperation mit der JKU und dem Landestheater Linz, an der auch Gerd Wysocki teilnahm. Dieser untersuchte bereits 1982 die Geschichte des Standortes in Salzgitter.
Am 31. Oktober 2014 wurde in der Konzernzentrale die Zeitgeschichteausstellung 1938–1945 eröffnet, die den  Opfern der Zwangsarbeit in der Zeit des Nationalsozialismus am Standort Linz der Reichswerke Hermann Göring gewidmet ist und seit 2016 den Namen Zeitgeschichte Museum trägt.

### Kriegsende und Wiederaufbau
Nach dem Kriegsende wurden die ehemaligen Hermann-Göring-Werke als deutsches Eigentum von den Alliierten (USA) beschlagnahmt. Das Unternehmen firmierte erstmals als Vereinigte Österreichische Eisen- und Stahlwerke Aktiengesellschaft (kurz VÖEST). Am 16. Juli 1946 wurde die VÖEST aufgrund des Verstaatlichungsgesetzes von 1946 schließlich in das Eigentum des österreichischen Staates übertragen.
Die verbliebenen 4.400 Arbeiter der VÖEST begannen nun mit dem Wiederaufbau. Als erstes wurde das Gaskraftwerk, das auch heute noch den Großteil der Energieversorgung sicherstellt, wiederaufgebaut. Betrieben wird es mit Kokerei- und Gichtgas sowie heute auch mit Erdgas. Danach wurden die Kokerei, der Hochofen und das Stahlwerk wieder in Betrieb genommen. Für eine Produktion fehlte es anfänglich auch an Ressourcen, nicht zuletzt finanziellen. Erst durch den Verkauf eines Hochofens an ein schwedisches Unternehmen im Jahr 1947 konnten die notwendigen Ressourcen erworben werden und der Hochofen wieder im Produktivbetrieb angeblasen werden. Ab 1947 konnte damit auch wieder Stahl produziert werden, und im gleichen Jahr ergänzte ein weiterer Siemens-Martin-Ofen die Stahlproduktionskapazität. 1951 waren drei, ab 1956 vier Hochöfen in Betrieb.
In späteren Jahrzehnten wurden bis zu 5 der in einer Reihe stehenden gleich großen Hochöfen betrieben, von denen jedoch mehrere stillgelegt wurden, als ein deutlich größerer, höherer in Betrieb ging. In den 1980ern baute die Voestalpine auch Eisen- und Stahlwerke in verschiedenen Ländern, darunter Polen, Sowjetunion und die USA.

### Aufschwung
Die VÖEST bildete das Fundament der Verstaatlichten Industrie, die spätere Österreichische Industrieholding AG (ÖIAG). Ab 1947 erlebte die VÖEST einen beständigen Aufschwung und wurde spätestens mit der Entwicklung des LD-Verfahrens zur Stahlerzeugung im Jahre 1952 zum Paradebetrieb der Verstaatlichten Industrie. Im selben Jahr wurde auch die GIWOG – Gemeinnützige Industrie-Wohnungsges. m.b.H. Linz – gegründet. Diese stellte VÖEST-Mitarbeitern Wohnraum zur Verfügung. So wurden von dieser Gesellschaft Wohnsiedlungen wie beispielsweise bereits 1952 die Muldenstraßensiedlung mit 178 Wohneinheiten errichtet.

#### Schiffbau
Nachdem LD-Stahl auch für den Schiffbau zugelassen wurde, erwog die VÖEST, eine eigene Reederei zu gründen. Grund dafür war, dass die Frachtkosten für Kohle und Erztransporte zwischen 1950 und 1970 massiven Preisschwankungen unterlagen. Pro Tonne musste das Unternehmen zwischen 22 und 120 englischen Shilling bezahlen. Die Ister Reederei wurde gegründet, und im Dezember 1958 lief bei der Flensburger Schiffbau-Gesellschaft das erste Schiff vom Stapel, die zu 100 % aus LD-Stahl gebaute „Linzertor“. Im März 1959 erreichte das Schiff New York City als ihr erstes Fahrziel. Nach der Löschen der Ladung trat das Schiff die Weiterfahrt in Richtung Hampton Roads im südöstlichen Virginia an, um dort für die Rückfahrt Kohlefracht aufzunehmen. Weitere Schiffe wurden in Auftrag gegeben. Im November 1960 lief das zweite Frachtschiff, die „Wienertor“ bei der AG Weser in Bremen vom Stapel. Es besaß eine Länge von 159,44 m, eine maximale Breite von 20,20 m und einen Freibord-Tiefgang von etwa 9,89 m. Es konnte eine Geschwindigkeit von ungefähr 15,5 Knoten erreichen und maximal 16.250 t laden. Das dritte Schiff der VÖEST-Reederei war die „Kremsertor“, die am 20. Jänner 1966 in einem Sturm vor der Küste Großbritanniens bei Plymouth sank. Als Ersatz wurde Ende Oktober 1967 die „Buntentor“ in der Flensburger Werft fertiggestellt. Es war mit einer Tragfähigkeit von 38.000 t das größte VÖEST-Schiff.
Aber auch die VÖEST selbst baute Schiffe. In der von 1974 bis 1991 zum Konzern gehörenden Schiffswerft Korneuburg, die unter der NS-Besatzung den Hermann-Göring-Werken einverleibt und ausgebaut worden war, wurden über 100 Passagierschiffe für die Sowjetunion gebaut.

#### Übernahme der österreichischen Stahlwerke
1973 wurde die damals wirtschaftlich in Bedrängnis geratene steirische Alpine Montan AG (vollständige Bezeichnung Oesterreichisch-Alpine Montangesellschaft, Hauptproduktionsstätte in Leoben-Donawitz) auf politischen Druck hin wieder in die VÖEST eingegliedert, zu der sie bereits vor 1946 gehört hatte. Auch die anderen damaligen österreichischen Stahlerzeuger Böhler und Schoeller-Bleckmann wurden auf politischen Wunsch hin in den neuen Konzern miteingebracht. Das neu entstandene Unternehmen erhielt den Namen VÖEST-Alpine AG.
1976 wurde der bis heute größte Hochofen mit einer Kapazität von 3,3 Millionen Tonnen pro Jahr in Betrieb genommen.

### Krise
In den darauffolgenden Jahren wurde der starke politische Einfluss auf das verstaatlichte Unternehmen zunehmend zur Arbeitsplatzsicherung eingesetzt. Diese Praxis fand ihr Ende im Jahre 1985, als das zum Mischkonzern angewachsene Unternehmen einen durch Ölderivatgeschäfte noch verstärkten Rekordverlust von 25 Milliarden Schilling einfuhr (siehe Intertrading-Skandal). In der Folge wurde das Unternehmen massiv re- und umstrukturiert und der Personalstand stark abgebaut. Der damalige Finanzminister Ferdinand Lacina entließ den gesamten VÖEST-Vorstand und beendete mit einer neuen gesetzlichen Grundlage das bis dahin übliche Parteienproporz-System, das die Bestellung der Unternehmensführung von politischer Zugehörigkeit anstatt von wirtschaftlicher Qualifikation abhängig gemacht hatte.
Um das entlassene Personal bei der Wiedereingliederung ins Erwerbsleben zu unterstützen, wurde 1987 die Stahlstiftung gegründet.

### Teilung
1988 und 1989 wurde die VÖEST-Alpine AG in sechs Branchenholdings aufgeteilt (VÖEST Alpine Stahl AG, Stahl Linz Ges. m. b. H., Maschinen- und Anlagenbauholding AG, Industrieanlagenbau Ges. m. b. H., Bergbau Holding AG, Machinery, Construction & Engineering Ges. m. b. H.). Mit dem Privatisierungsgesetz von 1993 wurde das Firmenkonglomerat im Wesentlichen in drei Konzerne zerlegt, die bis 1995 teilprivatisiert wurden:
- VOEST-Alpine Industrieanlagenbau – damals Teil der neu gegründeten VA Technologie AG, danach der Metallurgiezweig von Siemens Industrial Solutions and Services, seit 2016 Primetals Technologies (eine Group Company von Mitsubishi Heavy Industries)
- Böhler-Uddeholm AG – die schwedische Uddeholm wurde kurz zuvor gekauft und mit Böhler vereinigt, Börsengang 1995
- VOEST-ALPINE STAHL AG – die heutige Voestalpine, Börsengang 1995

### Vorstandsvorsitzende
- Hans Malzacher[8]
- Karl Krebs
- Friedrich Kuretschka
- Walter Falkenbach
- 1947–1952: Heinrich Richter-Brohm
- 1952–1961: Walter Hitzinger
- 1961–1977: Herbert Koller
- 1977–1985: Heribert Apfalter
- 1985–1986: Richard Kirchweger
- 1986–1988: Herbert Lewinsky
- 1988–1992: Ludwig von Bogdandy
- 1992–2001: Peter Strahammer

## Nachfolgeunternehmen

### Voestalpine AG

Logo Voestalpine AG

Mit dem Börsengang im Jahr 1995 wurde die Privatisierung der bis dahin noch zu 100 Prozent im Staatseigentum (ÖIAG) befindlichen VÖEST-Alpine eingeleitet. Das Unternehmen wurde in vier Divisionen gegliedert:
- Stahl
- Bahnsysteme
- Automotive
- Profilform.

2003 wurde die vollständige Privatisierung beschlossen – die letzten Staatsanteile wurden zum Verkauf angeboten. Seit demselben Jahr firmiert das Unternehmen wieder unter der traditionellen Bezeichnung Voestalpine AG, jedoch in neuer Schreibweise im Logo.
Am 29. März 2007 gab das Unternehmen bekannt, den Stahlerzeuger Böhler-Uddeholm übernehmen zu wollen, nachdem dessen Kernaktionär seine Anteile zum Verkauf anbot. Nach dem Ende der Angebotsfrist Anfang Juni 2007 verfügte der Konzern mit über 50 % der Anteile nun über die Mehrheit, wenn auch mit weniger Anteilen als ursprünglich erwartet. Mittlerweile wurde der Anteil, mit Stand vom 6. September 2007, auf 79,2 % am Grundkapital erhöht. Die Integration als fünfte Division Edelstahl findet statt.

### Siemens VAI

Logo Siemens VAI 2015

Der ehemalige VÖEST-Alpine Industrieanlagenbau (VAI) wurde zuerst Teil der neu gegründeten börsennotierten VA Technologie AG. Ab 2005 war das Unternehmen der Metallurgiezweig von Siemens Industrial Solutions and Services und firmierte als Siemens VAI. 2015 wurde daraus durch ein Joint Venture das Unternehmen Primetals Technologies.

## Wichtige technische Entwicklungen aus dem Konzern

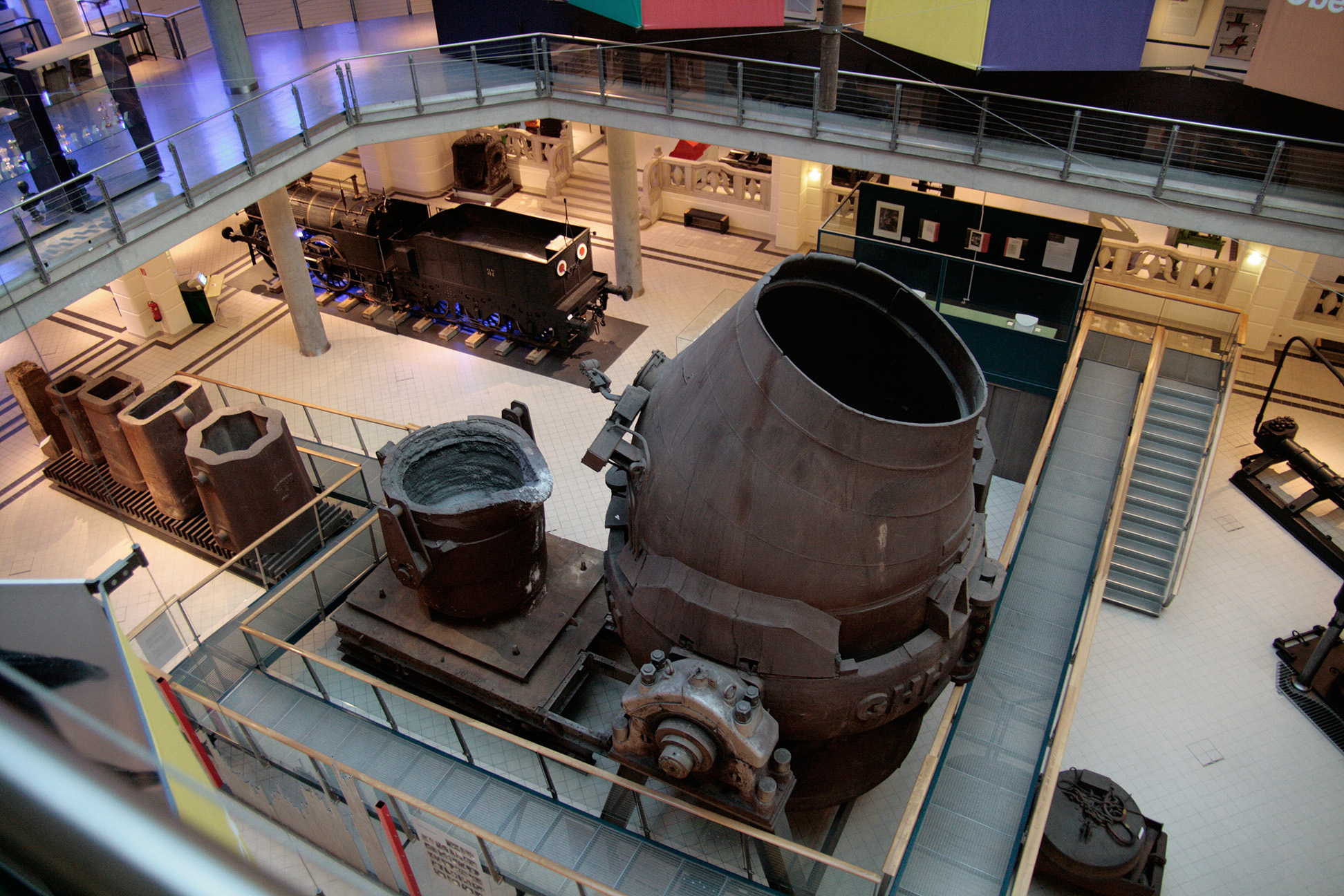
LD-Tiegel der VÖEST aus dem Jahr 1952, heute im Technischen Museum Wien

### LD-Verfahren
Das von der VÖEST entwickelte Linz-Donawitz-Verfahren (LD-Verfahren) ist eine der bedeutendsten Erfindungen in der Stahlerzeugung, bei dem technisch reiner Sauerstoff auf Roheisen geblasen wird. 1952 ging das weltweit erste LD-Stahlwerk am Standort Linz in Betrieb. Das heutige Stahlwerk LD-3, das 1973 eröffnet wurde, gilt bis heute als eines der modernsten der Welt. Das Know-how der Ingenieure der damaligen Neubauabteilung wurde später in den neu gegründeten VOEST-Alpine Industrieanlagenbau (VAI) ausgelagert.

### Corex-Verfahren
Der Corex-Prozess wurde von der VOEST-Alpine Industrieanlagenbau (VAI) entwickelt. Die erste großtechnische Corex-Anlage wurde Ende 1989 bei ISCOR, mittlerweile Teil des Arcelor-Mittal-Konzernes, in Südafrika errichtet (Kapazität etwa 300.000 Tonnen pro Jahr). Eine zweite Corex-Anlage wurde bei POSCO in Südkorea mit einer Kapazität von 600.000 Tonnen pro Jahr erfolgreich in Betrieb genommen. Weitere Anlagen sind in Planung und in Bau.